# Terrific Whatzit
Terrific Whatzit (nombre real Merton McSnurtle, también conocido como McSnurtle la Tortuga) es una tortuga superhéroe ficticia que aparece en los cómics estadounidenses publicados por DC Comics. El primer superhéroe animal parlante de DC, Terrific Whatzit, apareció por primera vez en Funny Stuff #1 (verano de 1944) y fue creado por Martin Naydel.
Natasha Lyonne dio voz al personaje en la película animada DC League of Super-Pets (2022).

## Biografía ficticia
McSnurtle es una tortuga y comerciante que vive en la ciudad de Zooville y es famoso tanto por su honestidad como por su pereza. Dos poderosas entidades sobrenaturales le otorgan superpoderes (el simpático Príncipe Alteza y el desagradable Príncipe Bajo) que quieren ver cómo una persona completamente honesta manejaría que le otorgaran superpoderes.
Cuando está en acción como Terrific Whatzit, McSnurtle se quita el caparazón y se pone un disfraz casi idéntico al de Golden Age Flash, excepto que el emblema del rayo se reemplaza por un "TW" en un círculo amarillo. El nombre "Terrific Whatzit" proviene del hecho de que sin su caparazón, es difícil saber qué tipo de animal es McSnurtle.
La última aparición de McSnurtle en la Edad de Oro como Terrific Whatzit fue en Funny Stuff # 17 (enero de 1947), aunque continuó apareciendo de vez en cuando como McSnurtle, el comerciante en otras funciones. Su identidad superheroica no volvería a aparecer hasta Captain Carrot and His Amazing Zoo Crew #9 en noviembre de 1982, en el que se le ve ayudando a los Aliados durante "la Segunda Guerra Extraña". La serie revela en una historia anterior que Terrific Whatzit es el tío del miembro del equipo Zoo Crew Fastback.

## Poderes y habilidades
Como Terrific Whatzit, McSnurtle poseía poderes de supervelocidad similares a los de Golden Age Flash. Estos poderes, aunque se basan principalmente en la supervelocidad, también incluyen algo de superfuerza (suficiente para doblar el cañón del arma principal de un tanque) y la capacidad de volar. McSnurtle también gana una "conciencia automática" similar a un fantasma que no cederá hasta que entre en acción contra la amenaza de la historia.

## Otras versiones
En DC Super Friends # 14 (junio de 2009), se ve una tortuga ordinaria con el clásico disfraz Terrific Whatzit, como la mascota adoptada de Flash.
Una versión rediseñada de Terrific Whatzit apareció en el libro infantil de DC Super-Pets Salamander Smackdown, del Flash actual. A diferencia de las versiones anteriores, esta versión de Terrific Whatzit usa un disfraz similar al de Flash moderno.

## En otros medios

### Televisión
- McSnurtle la Tortuga aparece en The Flash en dos formas diferentes. La primera versión aparece en el episodio "Revenge of the Rogues" como el animal de peluche de la infancia de Iris West. El segundo aparece en el episodio "Borrowing Problems from the Future" como una tortuga que Harrison "HR" Wells le da a Barry Allen como regalo de inauguración.

### Película
Merton la Tortuga / Terrific Whatzit aparece en DC League of Super-Pets, con la voz de Natasha Lyonne.Esta versión es una tortuga hembra no antropomórfica que adquiere supervelocidad después de haber sido expuesta a la kryptonita naranja y se convierte en la mascota de Flash y miembro fundador del titular Liga de Supermascotas.

### Sitio Web
- Terrific Whatzit apareció en el episodio de DC Super Hero Girls, "All Pets Are Off".